# Per Afán de Ribera (III adelantado de Andalucía)

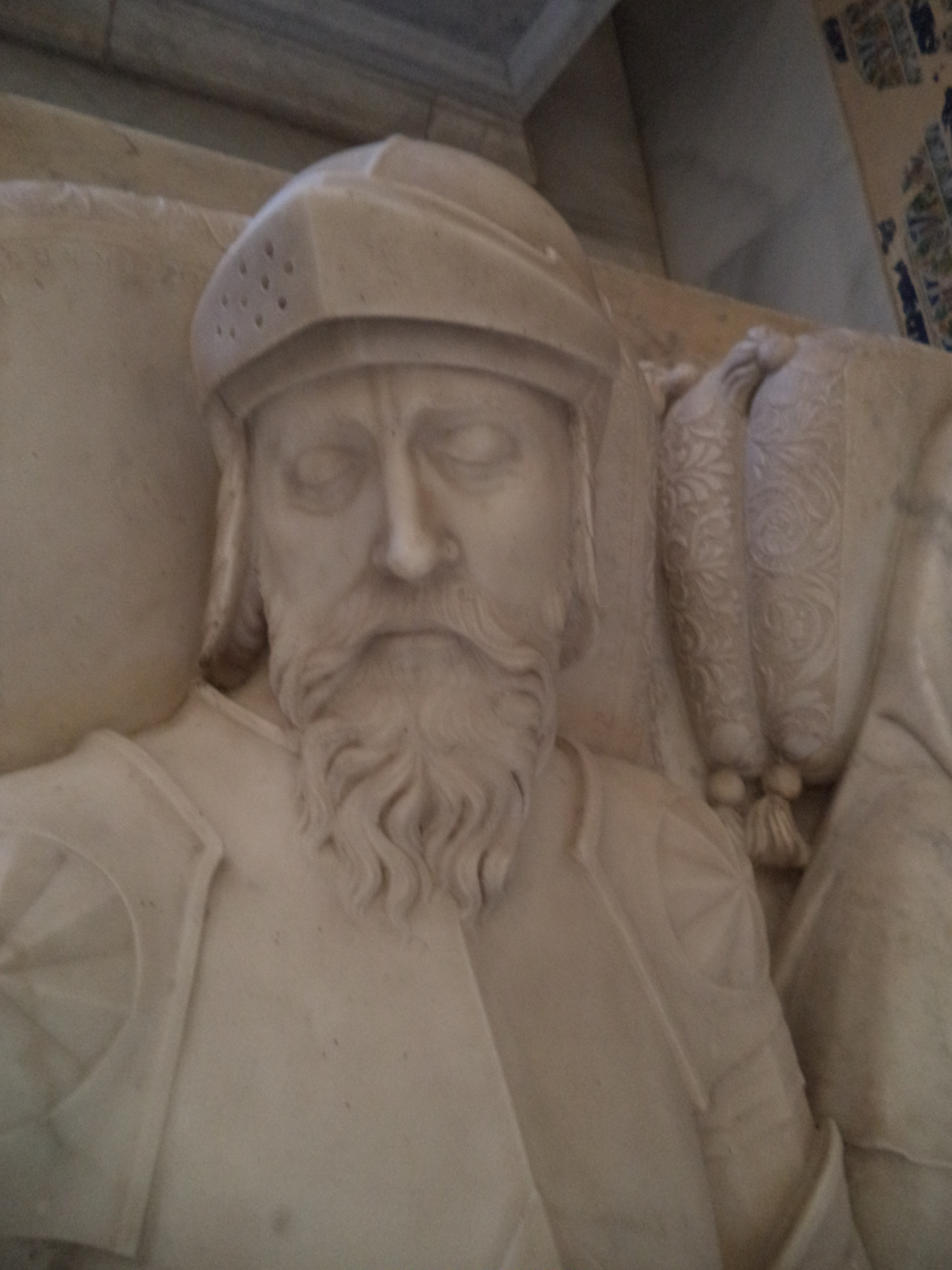
Per Afán de Ribera, III Adelantado de Andalucía, en su tumba en el Monasterio de Santa María de las Cuevas

Per Afán de Ribera (1420-1454) fue un noble español. III adelantado mayor de Andalucía. Señor de Bornos, El Coronil, Espera, Las Agudazeras y Alcalá de los Gazules. Desde 1434 Señor de Cañete y desde 1441 Señor de Los Molares.

## Biografía
Hijo de Diego Gómez de Ribera y de su esposa Beatriz Portocarrero. Casó en primeras nupcias con Teresa de Córdoba, hija del Pedro Fernández de Córdoba y Venegas, III señor de Priego y Aguilar, con la cual no tuvo descendencia. Casó en segundas nupcias con María de Mendoza, hija del Marqués de Santillana, I Condesa de los Molares, con quien tuvo a
- Beatriz de Ribera (m. 1469), sucedió en los estados de su padre y casó en 1460 con Pedro Enríquez de Quiñones, I señor de Tarifa.
- Catalina de Ribera  (1447-1505), casó en 1474 con Pedro Enríquez de Quiñones, el viudo de su hermana.
- Inés de Ribera, casada con Juan Portocarrero, II Conde de Medellín.
- Leonor de Ribera, casada con Enrique de Guzmán, II Duque de Medina Sidonia.
- y María de Ribera.